# Sávio
»Sávio« (s pravim imenom Sávio Bortolini Pimentel), brazilski nogometaš, * 9. januar 1974, Vila Velha, Brazilija.
Sodeloval je na nogometnemu delu poletnih olimpijskih iger leta 1996.